# Ли, Колин
Колин Ли (англ. Colin Lee; 12 июня 1956, Торки, Англия) — английский футболист.

## Карьера
Ли начал свою футбольную карьеру в «Бакфастли Рейнджерс», затем в молодёжной команде «Бристоль Сити». В июле 1974 года подписал профессиональный контракт с клубом, но не смог пробиться в первую команду. Позже, в ноябре 1974 года присоединился к «Херефорд Юнайтед» на правах аренды. Сыграв девять матчей, вернулся на Эштон Гейт. Переехал в «Торки Юнайтед» в январе 1977 года, быстро став частью стартового состава под руководством Фрэнка О’Фаррелла и привлёк внимание клубов высшего уровня.